# いとしのベル
「いとしのベル」 (Ma Ma Ma Belle) は、エレクトリック・ライト・オーケストラが1973年に発表した楽曲。アルバム「第三世界の曙」に収録。

## 概要
ギターとチェロによる非常にヘビーなロック。ジェフ・リンとはアイドル・レース時代以来の付き合いであるマーク・ボランが参加しており、ジェフと共にリードギターを弾いている。
非常に長らくコンサートの定番曲だったが、アローン・イン・ザ・ユニバースツアーではセットリストから外された。

## その他
- UKシングルバージョンには2つ目のサビと間奏の間にストリングスの下降クレッシェンドが挿入されている。これは同アルバムの収録曲「暗黒の夢魔」のサビ直前のストリングスパートから引用してきたものである。同様のことを「フェイス・ザ・ミュージック」の「イーヴィル・ウーマン」でも行ったが、あちらと違ってこのバージョンが定着することはなく、現在入手困難になっている。
- ワーキングタイトルは"Auntie"、後に"My Woman"。
- 原題の「Ma Belle」とはフランス語で「私の恋人」を指す言葉である。
- 2012年10月に発表された、ジェフ・リンがELO時代の曲をセルフカバーしたアルバム『Mr. Blue Sky: The Very Best of Electric Light Orchestra』のiTunes Store限定ボーナストラックに収録。
- モット・ザ・フープルの楽曲「ジャーキン・クローカス[1]。」に似ているという指摘がある。